# Miscellaneous Debris
Miscellaneous Debris (с англ. — «Всякий хлам») — мини-альбом американской рок-группы Primus, выпущенный 12 марта 1992 года лейблом Interscope Records.
Данный релиз состоит из пяти кавер-версий, в числе которых песни любимых исполнителей группы, такие как: The Meters, The Residents и Pink Floyd. Песня с миньона «Making Plans for Nigel» группы XTC была выпущена в виде сингла в 1992 году.

## Об альбоме
Перед записью своего следующего студийного альбома Pork Soda (1993 г.), Primus записали ряд кавер-версий. Миньон Miscellaneous Debris содержит пять каверов на песни разных групп.
Это первый релиз группы, в котором Лес Клейпул играет на своём ныне знаменитом шестиструнной безладовой бас-гитаре Карла Томпсона, прозванном «Радужным басом» (англ. Rainbow Bass).

## Отзывы критиков
| Оценки критиков | Оценки критиков |
| Источник        | Оценка          |
| --------------- | --------------- |
| AllMusic        | [ 1 ]           |
| The Daily Vault | A               |

В своём обзоре для AllMusic Стивен Томас Эрлевайн описывает миньон как «лучший релиз Primus». Он отмечает, что группа «играет настоящие песни вместо того, чтобы набрасывать несколько идей в качестве оправдания для помех», что означает, что «Miscellaneous Debris не такой странный и отталкивающий, как предыдущие альбомы», заключая, что обложки группы «демонстрируют вспышки блеска, в основном из-за свободной, но сосредоточенной музыкальности».
В The Daily Vault писали: «начиная с „Intruder“ Питера Гэбриэла, группа действительно демонстрирует своё музыкальное мастерство. Лес, Лер и Хёрб действительно на высоте в своей игре и доказали, что могут переиграть многих своих музыкальных сверстников. <…> Хотя EP состоит всего из пяти песен, он действительно является одной из определяющих частей каталога Primus».

## Коммерческий успех
Miscellaneous Debris достиг 69-го места в австралийском чарте синглов ARIA в мае 1994 года. Хотя мини-альбом никогда не попадал в чарты Billboard 200, его единственный сингл «Making Plans for Nigel» достиг 30-го места в чарте Modern Rock Tracks 15 февраля 1992 года.

## Список композиций
| №                   | Название                 | Автор(ы)            | Оригинальный исполнитель | Длительность |
| ------------------- | ------------------------ | ------------------- | ------------------------ | ------------ |
| 1.                  | «Intruder»               | Питер Гэбриел       | Питер Гэбриел            | 4:18         |
| 2.                  | «Making Plans for Nigel» | Колин Моулдинг      | XTC                      | 3:30         |
| 3.                  | «Sinister Exaggerator»   | The Residents       | The Residents            | 3:34         |
| 4.                  | «Tippi Toes»             | The Meters          | The Meters               | 1:24         |
| 5.                  | «Have a Cigar»           | Роджер Уотерс       | Pink Floyd               | 5:27         |
| Общая длительность: | Общая длительность:      | Общая длительность: | Общая длительность:      | 18:07        |

## Участники записи
Все данные адаптированы из буклета альбома.

| Primus - Лес Клейпул — вокал, шестиструнная безладовая бас-гитара, казу - Ларри «Лер» Лалонд — гитара - Тим «Херб» Александер — барабаны | Производственный персонал - Рон Риглер — инженер - Мэтт Мурман — инженер - Питер Стейнман — инженер - Скотт Скидмор — инженер - Джон Голден — мастеринг - «Snap» — скульптура - Мэри Сканлан — Фотограф - Пол «Боско» Хаггард — фотограф |

## Чарты
| Год  | Детали альбома                                                       | Позиции в чартах | Позиции в чартах | Позиции в чартах | Сертификации |
| Год  | Детали альбома                                                       | US               | AUS              | NLD              | Сертификации |
| ---- | -------------------------------------------------------------------- | ---------------- | ---------------- | ---------------- | ------------ |
| 1992 | Miscellaneous Debris - Выпущен: 12 марта 1992 г. - Лейбл: Interscope | —                | 69               | —                |              |

| Год  | Название                 | Позиция в чартах | Позиция в чартах | Позиция в чартах | Позиция в чартах | Альбом               |
| Год  | Название                 | US Airplay       | US Alt.          | US Main.         | AUS              | Альбом               |
| ---- | ------------------------ | ---------------- | ---------------- | ---------------- | ---------------- | -------------------- |
| 1992 | «Making Plans for Nigel» | —                | 30               | —                | —                | Miscellaneous Debris |